# Списък на забранената литература (ГДР)
Списъкът на забранената литература е в 4 изрезки (1 април 1946; 1 януари 1947, 1 септември 1948 и 1 април 1952 г.) и е публикуван от германската администрация на народната просвета (Министерството на образованието на Германската демократична република) в съветската зона на окупация в Германия през 1953 г.
Забранената литература в ГДР обхваща не само такава от времето на Третия райх, но и предходна от времето на Първата световна война, включително заглавия отпреди избухването на първия световен военен конфликт през 20 век.